# 中立進化説
中立進化説（ちゅうりつしんかせつ、英語: neutral theory of molecular evolution）とは、分子レベルでの遺伝子の変化は大部分が自然淘汰に対して有利でも不利でもなく（中立的）、突然変異と遺伝的浮動が進化の主因であるとする説。分子進化の中立説、あるいは単に中立説ともいう。国立遺伝学研究所の木村資生 (きむらもとお) によって1960年代後半および1970年代前半に発表されて、センセーションを巻き起こした説である。中立説は自然選択説との間で論争を引き起こした。
中立突然変異の幅広い存在を示唆した者は以前からいた。Sueoka (1962)もその一人である。しかし、木村資生（1968）は中立進化を一貫した理論として初めて定式化した。これに続いてすぐJack L. KingとThomas H. Jukesによる『非ダーウィン進化』（1969）というセンセーショナルな論文が発表された。
この説には以下の二つの重要な主張が含まれる。
第一に、現存種のゲノムを比較すると分子レベルでの違いの大部分は自然選択に「中立」である。つまり分子レベルでの違いの大部分は生物個体の適応度に何ら影響を及ぼさない。この結果中立説は、ゲノムの分子レベルでの変化が、自然選択を受けないし、また、自然選択によって説明されない、とする。この見解をもたらした根拠の一つに遺伝子コードの縮退がある。遺伝子コードの3塩基は、異なるものが同じアミノ酸をコードする場合がある（例えばGCCとGCAはどちらもアラニンをコードする）。その結果単一塩基での変化の多くはその効果がサイレントでありアミノ酸変化をもたらさない（コドン#遺伝コードの縮重あるいは非表現突然変異を参照）。このような変化は生物学的な効果がほとんどあるいは全くないと考えられる。ただし、中立説の初版はアミノ酸変化率の一定性に基づいたもので、これら（アミノ酸）変化の大部分も中立であると仮定していた。
中立説の第2の主張あるいは仮定は、進化的変化の大部分は中立遺伝子に働く遺伝的浮動の結果であるとする。遺伝子の塩基配列中の1塩基に自然突然変異が起こって新しい対立遺伝子が生ずると、単細胞生物ではこのような変化は直ちに新規の遺伝子として集団に寄与し、以後の存亡は遺伝的浮動にゆだねられる。両性生殖を行う多細胞生物では、個体中の性細胞の一つに塩基置換が起こらなければならない。さらにこの性細胞が胚発生、続いて個体発生に係わって、初めてこの突然変異が集団中に新規遺伝子として寄与する。塩基置換が中立であれば新しい対立遺伝子も中立である。
これら新対立遺伝子は遺伝的浮動によって集団中に広がっていく。あるものは消失するであろうし、まれに集団中に固定される（新しい遺伝子が集団中で古い遺伝子と完全に置き換わる）ものもあるだろう。
遺伝的浮動の数学的原理により互いに多様な変化を遂げた集団を比較してみると、1塩基置換の大部分は突然変異をもった個体が生じる率と同じ率で集積してきたと考えられた。この率はDNA複製酵素のエラー率から予想できるという議論が行なわれた。DNA複製酵素はよく研究されておりあらゆる種を超えてきわめてよく保存されている。こうして中立説は分子時計技術の基礎を与えている。分子進化生物学者は、種が共通祖先から分岐してからどれ位の年月が経過したかを測るのにこれを用いる。突然変異率は一定とは考えられないが、様々な複雑な分子時計が考案されている。
木村のほかに、分子生物学者や集団遺伝学者の中で中立説の発展に貢献した研究者は数多くいる。このことについては現代進化学の統合の流れの中で概観されるだろう。
有利な変異は自然選択によって選択され、不利な変異は排除されるという点では選択説と共通する。「有利な変異」とは表現型に影響し、生物の住む環境において、その突然変異が生じた遺伝子をもつ個体の適応度（生存率や繁殖率）を高める変化のことである。自然選択が関わるのは生物の表現型である。
中立進化説では、突然変異の大部分が、表現型に影響せず、生物にとって有利でも不利でもない中立的な変化であるという事実に注目する。中立的な突然変異が起きても子孫を残せる確率の期待値は変わらないが、個体によってはたまたま多くの子孫を残すものもいれば、残せないものもいる。そのなかで、中立的な突然変異を起こした遺伝子は、運がよければ子孫の個体に残るだろうし、悪ければ消えてしまうだろう。この運良く子孫の個体に残った中立的な突然変異が集団のなかに広がって定着していく。つまり、遺伝子に起きた中立的な突然変異が、全くの偶然によって広がることでも進化が起きると考える。この過程を遺伝的浮動と呼ぶ。自然選択による進化が適応を生み出すのに対して、中立的な進化は前適応や遺伝的な多様性の原因になると考えられている。

## 自然選択説との関係
分子レベルでの遺伝子の突然変異は、そのほとんどが自然選択に対し有利でも不利でもない中立なもので、それが集団中に広まるのは偶然によって決まる。すなわち、遺伝子の広まりの決定要因には、運のよさ（サバイバル・オブ・ザ・ラッキスト）と適者生存（サバイバル・オブ・ザ・フィッテスト）が関係している。
木村は「中立説は適応進化の決定要因として自然選択の役割を否定するものではない」としたが、この考えは、ダーウィンの自然選択説と、それに基づく進化の総合説を否定していると誤解され、当初は大きな反発を受けた。
その後、様々な証拠が集まるとともに、中立説と自然選択説は並立する概念であることがわかり、大部分の進化生物学者が、両説は両立できるものであるとして受け入れるに至った。

### 中立説派－選択説派論争
木村説が初めて発表されるや、白熱した論争が起こり、多くはゲノム中の中立遺伝子と非中立遺伝子の割合に関して展開された。論争を遠目に見ていた多くの研究者の認識とは反対に、論争は、自然選択が働いているのかどうかということに関してではなかった。木村は分子進化には中立進化が幅を利かせているが、表現型レベルの形質の変化にはサンプリングの偶然による遺伝的浮動よりも自然選択が働いているほうが多いだろうと論じた。
太田朋子は木村の学生で、一時的に微小有害突然変異がかなり一般的に存在しているかも知れないという考えに迷い込んだこともあったが、中立説に、「ほぼ中立な」選択性という概念を取り入れるという重要な一般化を行った。つまり遺伝子が大部分浮動による影響を受けるか、選択による影響を受けるかは、交配集団の有効な大きさによって決まるとする。中立説派－選択説派の喧噪は沈静化したが、中立遺伝子と非中立遺伝子の割合に関する問題はまだ続いている。GraurとLi (2000)は次のように言っている。『分子進化の将来についてわれわれが予言したいことは2つしかない。1つはかつての論争に関係している。中立説派－選択説派の論争やイントロンの起源の古さというような問題に関する論争は続くだろう。その際「中立説は死んだ」とか「中立説よ永遠なれ」というような叫びは凶暴性の帯びかたに程度の差はあれ1つの論文のタイトルに鳴り響くことは時々あるだろう』

## 中立進化説の証拠
それまでの現存生物や化石として残っている古生物の形態を調べる従来の進化の研究に、分子生物学の進歩によって遺伝子の塩基配列進化やタンパク質のアミノ酸配列進化を分子レベルで調べることが可能になった。こうして調べると、予想以上に多くの中立的な突然変異が起きていることが判明した。

### ヘモグロビン偽遺伝子
偽遺伝子とは、正常遺伝子から重複によって生じた後、何らかの理由によって遺伝子としての機能を失った、いわば遺伝子の残骸である。正常遺伝子に起こった突然変異は、自然淘汰により排除される可能性があるが、偽遺伝子には表現型効果がないため、ここに生じた突然変異は自然淘汰にかからない（すなわち中立な突然変異）。マウスのヘモグロビン偽遺伝子の研究から、正常遺伝子に比べて偽遺伝子の進化速度は非常に速いことがわかったが、これは中立進化説の予測どおりである。

### プロインスリン
インスリンの前駆体プロインスリンは3つの部分（A-C-B）から構成されており、タンパク質として合成された後、中央部分のC領域が切り出され、残りのAとBがインスリンを構成することでホルモンとして作用するようになる。A・B領域のアミノ酸置換率に比べてC領域のアミノ酸置換率は6倍になっている。これは、C領域は切り捨てられる部分なので、ここでの突然変異は自然淘汰に対して中立である場合が多いが、A・B領域はホルモン本体を構成するので、この領域における突然変異は致命的になりやすい、と考えれば容易に理解できる。

### アルギニノコハク酸合成酵素偽遺伝子
アルギニノコハク酸合成酵素（AS）遺伝子は9番染色体上に位置しているが、ASの偽遺伝子が多数存在しており、7番染色体とY染色体に存在している2つの偽遺伝子（これをφ-7、およびφ-Yとする）の塩基配列が調べられた。φ-7、φ-Yはいずれも共通の祖先偽遺伝子（これをφ-aとする）に由来している。φ-a→φ-Yの進化の過程における塩基置換率は、φ-a→φ-7の塩基置換率の2.2倍であることが判明した。これは、オスの生殖細胞形成の際の分裂回数がメスに比べてはるかに多く、その結果複製ミスによる塩基の置換が発生しやすいことを反映している。つまり、7番染色体は平均して2世代につき1世代をオスの中で過ごすが、Y染色体は必ずオスの体にしか存在しないため、Y染色体の複製ミス発生率は7番染色体の2倍になるのであると考えればよい。このように複製ミスの発生率と塩基の置換率が単純に比例していることは、塩基の置換による突然変異が、自然淘汰に対して中立であることを示している。

## 中立進化説からの発展
中立説を理論的根拠とする分子時計によって種分化の起きた時期や、生物種間の系統関係などが調べられる。
さらに進んで、相同な2つの遺伝子の塩基配列を比較したとき、配列に変化の少ない部分があると、この部分は遺伝子が機能する上で重要な部分である（つまり、生存に不利な突然変異は自然選択により排除される）と考え、変化の大きい部分は重要でない部分である（つまり、その部分は表現型に発現されず中立であるため、変異が多数蓄積している）と考えることができる。
2000年代の初め以降中立説は、帰無仮説検定のいわゆる「帰無モデル」として広く用いられるようになっている。研究者は多くの場合すでに2種の分岐あるいは系統分岐のあとの年月の推定値をもっていて、この検定に応用することがよく行われる。（Tajima's D、en:HKA test等）
例えば化石採掘現場の放射性炭素からの年代測定あるいはヒト科の場合は歴史記録からの推定など。2種の塩基配列間の変異数の実測値と、独立して推定される分岐後の時間内に中立説が予想する変異数を比較し検定を行う。もし実測値が予想値よりかなり小さいものであれば、帰無仮説は棄却される。この場合研究者は、問題の塩基配列に自然選択が働いていることを合理的に推定することができるだろう。このような検定は、分子進化がどれ位中立かどうかを研究するのにも貢献している。
また定説とは言えない論争中の議論ではあるが、生態系における多様性の進化についても中立理論が適用されるケースがある(中立理論 (生態学))。